# PUSHIM
PUSHIM，本名朴冨心（박부심、Paku Pushin，1975年11月26日—），出生于日本大阪府，是旅居日本的韩国雷鬼歌手。是索尼音乐日本的Ki / oon唱片部门旗下藝人。她于1995年开始在关西的雷鬼演出中演出。2010年，獲得MTV日本音樂錄影帶大獎最佳雷鬼音樂錄影帶獎提名。